# Oriol Paulo
Oriol Paulo (Barcellona, 30 luglio 1975) è un regista e sceneggiatore spagnolo.

## Biografia
Oriol Paulo ha studiato comunicazione audiovisiva presso l'Università Pompeu Fabra e cinema presso la Los Angeles Film School. Come sceneggiatore ha curato le sceneggiature per il piccolo schermo come Ecos (2006) e Codi 60 (2011) ma è diventato celebre grazie al suo contributo a serie come Absolute majority (2004) e El cor de la ciutat (2004-2009). Al cinema ha lavorato come sceneggiatore in Con gli occhi dell'assassino di Guillem Morales con la produzione di Guillermo del Toro, per poi debuttare nella regia nel 2012 con El cuerpo, con Belén Rueda.

## Filmografia

### Regista
- McGuffin (1998) - Cortometraggio
- El foro (2001) - Cortometraggio
- Tapes (2002) - Cortometraggio
- Eve (2002) - Cortometraggio
- El cuerpo (2012)
- Contrattempo (2016)
- Durante la tormenta (2018)
- Suburbia Killer (2021) - Miniserie
- Quando Dio imparò a scrivere (Los renglones torcidos de Dios) (2022)

### Sceneggiatore
- McGuffin (1998) - Cortometraggio
- Tapes (2002) - Cortometraggio
- Eve (2002) - Cortometraggio
- Con gli occhi dell'assassino (2010)
- El cuerpo (2012)
- Secuestro (2016)
- Contrattempo (2016)
- Durante la tormenta (2018)